# شانتال آکرمن
شانتال آکرمن (به فرانسوی: Chantal Anne Akerman)؛ (زادهٔ ۶ ژوئن ۱۹۵۰ - درگذشته ۵ اکتبر ۲۰۱۵) کارگردان فیلم، هنرپیشه، هنرمند، فیلم‌نامه‌نویس، و سینماشناس لهستانی‌تبار اهل بلژیک بود.
آکرمن یکی از برجسته‌ترین فیلمسازان تجربی و آوانگارد سینمای اروپا و جهان بود که تأثیر بسیاری بر سینماگران تجربی، آوانگارد، فمینیست و مینیمالیست جهان گذاشت. او در گسترش فیلمسازی فمینیستی و سینمای آوانگارد نقش پررنگی داشته‌است.
در نظرخواهی سال ۲۰۱۲ نشریه سایت اند ساوند از منتقدان سینمایی، تنها نام دو فیلمساز زن در لیست ۱۰۰ فیلم برتر منتقدان قرار گرفت که یکی از آن‌ها کلر دنی بود و دیگری شانتال آکرمن که با فیلم «ژان دیلمن» در جایگاه سی و ششم قرار گرفت.
در نظرسنجی سال ۲۰۲۲ نشریه سایت اند ساوند از منتقدان سینمایی برای اولین بار فیلم ژان دیلمن به کارگردانی آکرمن در صدر لیست قرار گرفت. این فیلم همچنین در لیست کارگردان‌ها به صورت مشترک با فیلم داستان توکیو به عنوان چهارمین فیلم برتر تاریخ سینما انتخاب شد.

## زندگی شخصی و تحصیلات
آکرمن در بروکسل به دنیا آمد. والدینش از بازماندگان هولوکاست لهستان بودند و تنها یک خواهر داشت. مادرش، ناتالیا (نلی) والدینش را در آشویتس از دست داده بود. از دوران جوانی، آکرمن با مادرش رابطه‌ای بسیار صمیمی داشت.
آکرمن در نوجوانی با دیدن فیلم پی‌یرو خله ساخته ژان لوک گدار به سینما علاقه‌مند شد. او در سن ۱۸ سالگی وارد مدرسه فیلم بلژیک شد البته در سال اول تحصیل را رها کرد.

## بخشی از فیلم‌شناسی
- هتل مونتری (۱۹۷۲)
- من تو او او (۱۹۷۴)
- ژان دیلمان، شمارهٔ ۲۳ که‌دو کومرس، ۱۰۸۰ بروکسل (۱۹۷۵)
- خبرهایی از خانه (مستند، ۱۹۷۶)
- جلسات آنا (۱۹۷۸)
- به من بگو (۱۹۸۰)
- به درازای شب (۱۹۸۲)
- داستان‌های آمریکایی، غذا، خانواده و فلسفه (۱۹۸۹)
- شب و روز (۱۹۹۱)
- شرق (۱۹۹۳)
- نیمکتی در نیویورک (۱۹۹۶)
- زندانی (۲۰۰۰)
- فردا ما حرکت می‌کنیم (۲۰۰۴)
- حماقت آلمایر (۲۰۱۱)
- فیلم خانگی نه (۲۰۱۵)

## درگذشت
آکرمن ۶۵ ساله در ۵ اکتبر ۲۰۱۵ بر طبق گزارش لوموند بر اثر خودکشی در پاریس درگذشت. آخرین فیلم او مستند فیلم خانگی، مجموعه ای از گفتگوها با مادرش اندکی قبل از مرگ او بود.
به گفته خواهر آکرمن، او به دلیل افسردگی در بیمارستان بستری شده بود و ده روز قبل از مرگش به پاریس بازگشت.